# جيمس غوردون
جيمس غوردون (بالإنجليزية: James Gordon)‏ هو مخرج وممثل أمريكي، ولد في 23 أبريل 1871 في الولايات المتحدة، وتوفي في 12 مايو 1941 بهوليوود في الولايات المتحدة.

## أعمال

### أفلام
- (1920) آخر سلالة الموهيكيين
- (1931) الصفحة الأولى

## وصلات خارجية
- جيمس غوردون على موقع IMDb (الإنجليزية)
- جيمس غوردون على موقع أول موفي (الإنجليزية)
- جيمس غوردون على موقع قاعدة بيانات الأفلام السويدية (السويدية)
- جيمس غوردون على موقع قاعدة بيانات الفيلم (الإنجليزية)
- جيمس غوردون على موقع كينوبويسك (الروسية)